# Spring Fever (1982)
Spring Fever is een film uit 1982 onder regie van Joseph L. Scanlan.

## Cast
| Acteur                 | Personage                |
| ---------------------- | ------------------------ |
| Carling Bassett-Seguso | Karen "K.C." Castle      |
| Susan Anton            | Stevie Castle            |
| Jessica Walter         | Celia Berryman           |
| Frank Converse         | Lewis Berryman           |
| Stephen Young          | Neil Berryman            |
| Shawn Foltz            | Melissa "Missy" Berryman |
| David Main             | Van Beechum              |
| Briane Nasimok         | Pedro                    |